# 王艺瑾
王藝瑾（英語：Rita Wang，1996年12月25日—），本名王韻宣，出生於中國山東省濟南市，中國女歌手、演員，前硬糖少女303成員。

## 經歷
- 五歲時，以藝名宣宣在山東衛視主持節目《陽光快車道》[1][2]，演出《棋山傳奇》，在《致命遺產》演小時候的蔡少芬[3]，後因學業淡出演藝圈。
- 2016年參加藝考，被北京舞蹈學院音樂劇系錄取。
- 2016年10月11日，推出個人單曲《風華媛夢》。
- 2018年，簽約嘉行新悅影视传媒有限公司（A嘉新生），2024年7月1日解約。
- 2019年2月14日，參加CCTV-15音樂台的節目《風華國樂》，演唱《風華媛夢》[4]。6月9日，參演電視劇《少年派》首播，在劇中飾演「梁雲舒」。
- 硬糖少女303時期（2020年7月4日~2022年7月4日）：2020年5月2日參加騰訊視頻偶像女團競演養成類真人秀節目《創造營2020》。7月4日最終以第三名成績成為該團成員[5]。8月11日隨硬糖少女303發佈首張EP專輯《硬糖定律》。
- 成為硬糖少女303成員前參演的電視劇《暴風眼》2021年2月23日首播，在劇中飾演「苗露」。同年拍攝網劇《絕配酥心唐》，首次擔任女主角，在劇中飾演「唐蘇」。
- 2022年7月6日加入太合音樂集團，7月9日發佈重新詮釋翻唱單曲《喜歡你》，9月25日發佈首支ost 《盛夏之約》，11月10日首支原唱單曲《無法再靠近》上線。
- 2023年12月21日個人首張實體專輯《Hi，我在》正式官宣，12月24日首度舉行生日音乐会「Hi，我在」。
- 2024年7月1日離開嘉行新悅，11月14日「王藝瑾官方工作室」成立。

## 音乐作品

### 專輯
| 名稱     | 發行時程                 | 曲目 | 備註             |
| Hi，我在 | 2023.12.21官宣 12.22預售 | 曲目 - 喜歡你 - 無法再靠近 - 月光譜寫的情話(Romantic Universe) - 下雨和想你是一件事情 - 段段 - 透明的愛 | 首張個人實體專輯 |

### 單曲
| 發行日期       | 歌曲名稱                 | 歌曲資料 | 備註                                                                              |
| 2016年10月11日 | 《风华媛梦》             | - 填詞：清瑢 - 譜曲:葉敏 |                                                                                   |
| 2021年5月25日  | 《白月光》               | - 填詞：MATSUMOTO、Toshiaki - 譜曲：MATSUMOTO、Toshiaki                                                                         | 原唱:張信哲，騰訊音樂TME返場特別企劃                                              |
| 2022年7月9日   | 《喜歡你》               | - 作詞：梁文福 - 作曲：梁文福                                                                                                   | 原唱：陳潔儀，加入太合音樂集團後首支單曲                                          |
| 2022年11月10日 | 《無法再靠近》           | - 作詞：郭欣怡、李泓伸、傅晴樂 - 作曲：郭欣怡、李泓伸、傅晴樂 - 編曲： 林邁可 - 製作人： 林邁可                                 | 首支原唱單曲                                                                      |
| 2023年6月21日  | 《月光譜寫的情話》       | - 作詞：Bayboy、张天枢 - 作曲：Nguyen Hoang Ton - 編曲： 陈家麟                                                                 | 越南歌曲改編                                                                      |
| 2023年9月25日  | 《下雨和想你是一件事情》 | - 作詞：樊帆 - 作曲：任歌飞 - 編曲：钟凯琳                                                                                      |                                                                                   |
| 2023年11月17日 | 《段段》                 | - 作詞：陈可心 - 作曲：李方睿 - 製作人：韓立康                                                                                  |                                                                                   |
| 2023年11月27日 | 《雨中的思明南路》       | - 作詞：萧子千 - 作曲：易天宇/徐林 - 編曲：徐林 - 製作人：徐林                                                                  | 天娛傳媒特別音樂企劃 (合唱：劉海寬）                                              |
| 2023年12月4日  | 《透明的愛》             | - 作詞：鲜于牧 - 作曲：王宗宇 - 編曲：朴桑松 - 製作人：苗柏杨                                                                   | 生日先行曲                                                                        |
| 2023年12月20日 | 《光辉岁月》             | - 作詞：周治平/何启弘 - 作曲：黄家驹 - 編曲：方磊 - 製作人：鲁士郎                                                              | 原唱:Beyond，成军40周年特别企划 《青春重置计划之BEYOND 40》，為自由的靈魂唱一首歌 |
| 2024年3月14日  | 《红 Famous》            | - 作詞：杨默依/五毒毒/Willim 缪维霖 - 作曲：杨默依/五毒毒/Willim 缪维霖 - 編曲：Carta /DEXTER KING - 製作人：Carta /DEXTER KING | (合唱：Carta）                                                                    |
| 2024年8月7日   | 《普隆德拉的白鴿》       | - 作詞：嚴藝丹 - 作曲：Hiroko Yamasaki - 製作人：嚴藝丹/宋予賓/王馳予                                                           | 《仙境傳說RO：新啓航》主題曲                                                      |
| 2024年10月17日 | 《一步之遙》             | - 作詞：月落 - 作曲：孫長磊 - 製作人：韋星弟                                                                                    |                                                                                   |

### 影視綜藝單曲
| 發行日期       | 歌曲名稱       | 影視名稱                                   | 歌曲資料                                                                        |
| 2022年9月25日  | 《盛夏之約》   | 電視劇《大考》插曲                         | - 作詞:趙素冰 / 孙艾藜 - 作曲:孫艾藜 - 編曲:孫沛                                |
| 2023年1月16日  | 《少俠請留步》 | 電視劇《開局一座山》主題曲                 | - 作詞:白雲劍 - 作曲:鴨毛／李小冬 - 編曲:李小冬                                 |
| 2023年2月17日  | 《雛菊》       | 電視劇《絕配酥心唐》劇中歌曲、雛菊版預告曲 | - 作詞:代岳東 - 作曲:岑思源 - 編曲:陸泰銘 - 製作人:代岳東                       |
| 2023年3月2日   | 《心愛的人》   | 電視劇《絕配酥心唐》主題曲                 | - 作詞:代岳東 - 作曲:岑思源 - 編曲:岑思源 - 製作人:代岳東                       |
| 2023年9月21日  | 《长梦逍遥》   | 電視劇《你好！我们是欢喜天团》主題曲       | - 作詞:弥生 - 作曲:比尔 - 編曲:卡其漠罗洋 - 制作人:杜大发 / 刘泓泽              |
| 2023年10月20日 | 《月吟》       | 電視劇《见习女探》主題曲                   | - 作詞:Lavi - 作曲:小葵 - 編曲:文一丁 - 制作人:李三木 - (合唱：赵粤)            |
| 2024年9月24日  | 《等我》       | 電視劇《鎮魂街之熱血再燃》插曲             | - 作詞:丁嘉昱 - 作曲:丁嘉昱 - 編曲:茶茶/劉博洋 - 製作人:王嘉誠 - (合唱：王嘉誠) |

### 《创造营2020》表演曲目
| 發行時間      | 歌曲資料 | 備註   |
| 2020年5月2日  | 《喜歡你》 - 歌曲說明：個人戰舞台(第一輪) - 原唱:陳潔儀                                                                                      | 第一期 |
| 2020年5月2日  | 《阿楚姑娘》 - 歌曲說明：個人戰舞台(第二輪) - 原唱:梁凡                                                                                      | 第一期 |
| 2020年5月9日  | 《咕嘰咕嘰》 - 歌曲說明：團體戰舞台 - 原唱者:孫燕姿 - 合作演唱者：敖心怡、崔文美秀、馮婉賀、劉夢、田京凡                                     | 第二期 |
| 2020年5月10日 | 《你最最最重要》 - 歌曲說明：節目官方主題曲 - 原創歌曲 - 合作演唱者：全體訓練生                                                              | 第二期 |
| 2020年5月17日 | 《神奇》 - 歌曲說明：第一次公演 - 原唱者：孫燕姿 - 合作演唱者：高直、吉揚柳、潘小雪、龐雪倩、張馨允、趙粵 - 小组C位                          | 第三期 |
| 2020年5月31日 | 《世界不會輕易崩塌》 - 歌曲說明：第二次公演 - 原唱者：打擾一下樂團 - 合作演唱者：希林娜依高、陳倩楠、黃恩茹、張清 - 小组撑腰王               | 第五期 |
| 2020年6月7日  | 《Manta》 - 歌曲说明：特別快閃舞台 - 原唱者：劉柏辛 - 合作演唱者：希林娜依高、陳倩楠、黃恩茹、張清                                           | 第六期 |
| 2020年6月21日 | 《離群》 - 歌曲說明：第三次公演(合作舞台) - 原創歌曲 - 合作演唱者：華承妍、陳卓璇、林君怡、馬思惠、張清 - 合作師兄：李治廷 - 小组撑腰王、C位 | 第八期 |
| 2020年7月4日  | 《火羽 Phoenix》 - 歌曲說明：總決賽舞台I - 原創歌曲 - 合作演唱者：趙粵、希林娜依·高、陳卓璇、徐藝洋、張藝凡、林君怡                          | 第十期 |
| 2020年7月4日  | 《Daisies》 - 歌曲說明：總決賽舞台II(小組表演) - 原唱者:Katy Perry - 合作演唱者：朱主愛、希林娜依·高、徐藝洋、鄭乃馨、伍雅露、蘇芮琪、陳卓璇 | 第十期 |
| 2020年7月4日  | 《Shallow》 - 歌曲說明：總決賽舞台II(個人表演) - 原唱者:Lady Gaga                                                                            | 第十期 |

## 影視作品

### 電視劇
| 首播年份 | 日期     | 頻道                                | 劇名                | 角色        | 備註 |
| 2002年   |          |                                     | 致命遺產            |             | |
| 2019年   | 6月9日   | 湖南衛視 金鷹獨播劇場               | 少年派              | 梁云舒      | 加入嘉行新悦前已拍攝完畢 |
| 2021年   | 2月23日  | 浙江卫视、东方卫视 愛奇藝、騰訊視頻 | 暴风眼              | 苗露        | 成為硬糖少女303成員前已拍攝完畢 |
| 2023年   | 1月17日  | 騰訊視頻                            | 開局一座山          | 蘇櫻        | 騰訊同名動漫改編 拍攝時程 十分鐘劇場；微短劇 拍攝地：橫店；30集 硬糖少女303時期拍攝 2022年1月2日至橫店 1月5日開機 1月6日官宣 1月12日殺青 1月13日飛上海參加PLAYSTATION抖音官網直播(商務活動) 2023年1月11日官宣定檔 |
| 2023年   | 3月1日   | 愛奇藝                              | 絕配酥心唐          | 唐蘇        | 漫畫「我被總裁黑上了」改編 拍攝時程 拍攝地：蘇州、上海；24集 硬糖少女303時期拍攝 2021年7月31日至蘇州 8月4日開機 9月21日殺青 9月23日回北京 9月27日官宣 2023年2月17日雛菊版預告上線 2月27日官宣定檔                 |
| 2023年   | 9月22日  | 騰訊視頻                            | 你好 我們是歡喜天團 | 萬嶼/顏岳   | 拍攝地：橫店 拍攝時程 集數未知 2022年10月1日至橫店 10月3日開機 個人戲份10月13日殺青 劇組10月14日殺青，10月14日晚拍定妝及相關周邊 2023年9月20日官宣定檔9月22日播出                                                 |
| 2023年   | 10月20日 | 騰訊視頻                            | 見習女探            | 胡小蝶      | 拍攝地：橫店 拍攝時程 24集；每集10分鐘 2022年11月28日至橫店 12月5日開機 12月6日官宣 12月21日殺青 因身體不適12月23日回北京                                                                                         |
| 2023年   | 12月13日 | 騰訊視頻                            | 方小姐的戀愛秘籍    | 方汐暮/方怡 | 拍攝地：北京 拍攝時程 微短劇；40集 2022年12月29日開機 2023年1月1日官宣 2023年1月7日殺青 12月11日官宣定檔 |

#### 2024年～2025年
| 首播年份 | 日期    | 頻道     | 劇名              | 角色     | 備註 |
| 2024     | 10月8日 | 騰訊視頻 | 再见，怦然心动    | 陳竹     | 「草莓印」改編 拍攝時程 拍攝地：山東日照、青島 2023年9月28日至山東日照 10月6日開機 11月17轉至青島拍攝 12月11日個人戲份殺青至橫店客串有鳳來兮 12月14日回青島拍物料 12月16日回北京 12月20日官宣殺青 |
| 2025     | 4月10日 | 騰訊視頻 | 春来定风波        | 陸書予   | 客串；拍攝地：橫店 拍攝時程 原名：有鳳來兮 2023年12月11日飛至橫店 12月14日回青島拍竹馬物料 2024年1月5日飛至橫店續拍 2024年1月7日凌晨殺青 2025年4月6日官宣定檔 2025年4月10日播出                   |
| 2025     | 6月25日 | 騰訊視頻 | 桃花映江山        | 秦解語   | 友情出演；拍攝地：橫店 拍攝時程 白鷺成雙小说《桃花折江山》改编 2024年5月25日飛至橫店 2024年6月11日殺青                                                                                            |
| 2025     | 待播    | 優酷     | 真探              | 榮湘君   | 客串；拍攝地：橫店 拍攝時程 自天下霸唱的小说《火神》改编 2024年2月10日（大年初一）飛至橫店 |
| 2025     | 待播    | 愛奇藝   | 雲歸喜事（唐磚2） | 那日暮   | 拍攝地：橫店 拍攝時程 2024年11月14日飛至橫店 2024年11月15日單純參加開機儀式 2025年2月4日飛至橫店 2025年2月5日定妝 斷斷續續拍攝中 2025年3月7日殺青                                                 |
| 2025     | 待播    | 騰訊視頻 | 月明千里          | 赤瑪公主 | 拍攝地：橫店 拍攝時程 2025年2月15日定妝 2月16日開拍第一場戲 雲歸喜事殺青後，3月17日再開拍 6月2日殺青                                                                                              |
| 2025     | 拍攝中  | 騰訊視頻 | 聊齋？篇          |          | 客串；拍攝地：橫店 拍攝時程 2025年8月8日飛至橫店 8月9日定妝 8月12日先回北京 8月16日沈夢瑤北京生日會助演嘉賓表演完後至橫店 8月17日拍攝 8月18日再試裝                                               |

### 常駐綜藝
| 首播年份 | 日期       | 頻道            | 名稱         | 備註 |
| 2024年   | 10月18日～ | 芒果TV+東方衛視 | 國醫少年志   | 錄製時間、地點 8月26日開機，11月1日殺青 第一期、第二期 8月26日 天津 8月27日 北京 (10月27下午～28日因參加超新星運動會未參加拍攝）） 第三期、第四期 9月10日～12日 江西南昌 第五期、第六期 9月28日～30日 河南登封、洛陽、汝州 第七期、第八期 10月28日～ 29日 上海 第九期、第十期 10月30日～11月1日 南京 |
| 2024年   | 11月12日～ | 騰訊視頻        | 桃花塢開放中 | 錄製時間：7/1～7/8；地點：福建 |

### 音樂劇
| 首演年份 | 日期    | 劇名     | 角色 | 備註 |
| 2023年   | 5月26日 | 理想之城 | 蘇筱 | 首部音樂劇作品 介紹 - 原創音樂劇 - 製作單位：北京演藝集團 - 演出單位：北京歌劇舞劇院 - 中國文旅部「新時代現實題材創作工程」的重點劇目 - 2023年北京演藝集團年度大戲 - 同名熱門影視劇IP改編 - 第二屆優秀音樂劇展演參演作品 時程 - 2023年3月16日隨劇組至北京建工集團承建工程施工現場進行采風 - 3月17日官宣加入 - 4月2日演員陣容公開，“理想小隊”正式集結，並首發彩排現場影片。 - 4月26日劇目首唱暨開票發佈會。 - 5月7日劇場開放日粉絲探班。 - 5月13日音樂總監張筱真、王藝瑾、孫聖凱做客北京音樂廣播(974音樂劇現場)。 - 5月26～28日首演；王藝瑾場次(5/26晚7:30、5/27午2:00、5/28晚7:30) |

### 電影
| 首映年份 | 日期 | 劇名         | 角色          | 備註 |
| 2008年   |      | 棋山傳奇     | 王小燕        | |
| 待播     |      | 軒轅之雪中行 | 允棠/拓跋玉兒 | 拍攝地：橫店 拍攝時程 由電視劇你好我們是歡喜天團無縫進組 10月14日～19日定妝+培訓 10月21日開機 11月15日殺青回北京 |

### 主持
| 年份/日期 | 頻道     | 節目名稱       | 備註     |
| 2000年    | 山東衛視 | 《陽光快車道》 | 小主持人 |

## 演唱會、晚會、音樂節

### 演唱會
| 年份   | 日期     | 主題                   | 備註           |
| 2023年 | 12月24日 | 「Hi，我在」生日音樂會 | 首場個人生日會 |

### 晚會
| 年份   | 日期     | 主題                                   | 頻道     | 備註                                                                  |
| 2022年 | 11月20日 | 央視頻之夜                             | 央視頻   | 演唱歌曲：熱愛105度的你                                               |
| 2023年 | 1月18日  | 2022微博音樂盛典                       | 微博     | 紅毯+領獎                                                             |
| 2023年 | 8月17日  | 央視飛樂山海夏日歌會                   | 央視頻   | 7月20日大連錄播 歌曲串燒（愛的主打歌+小城夏天+小手拉大手+綠光）       |
| 2023年 | 9月26日  | 2023微博音樂盛典                       | 微博     | 紅毯+領獎                                                             |
| 2024年 | 1月1日   | 超時空歌匯                             | 微信     | 演唱歌曲：十七歲少女金色心、喜歡你                                    |
| 2024年 | 2月7日   | 龍騰虎躍中國年味                       | CCTV-1   | 演唱歌曲：歡樂中國年                                                  |
| 2024年 | 2月9日   | young在春晚                            | 央視頻   | 玩遊戲+演唱歌曲：盛夏之約                                             |
| 2024年 | 3月31日  | QQ音樂巔峰盛典                         |          | 地點：廣州；演唱歌曲：红 Famous                                       |
| 2024年 | 4月21日  | 野生打歌舞台                           | 酷狗音樂 | 地點：徐州馬陵山；演唱歌曲：下雨和想你是一件事情、透明的愛、红 Famous |
| 2024年 | 4月25日  | VICUTU威可多30週年盛典暨正裝全場景大秀 |          | 地點：雁栖湖；VICUTU威可多風尚見證官                                  |
| 2024年 | 6月16日  | 616快樂節                              | 抖音     |                                                                       |
| 2024年 | 8月10日  | 2024中国七夕水上情歌会总决赛盛典       |          | 擔任評審；地點：江西仙女湖：演唱歌曲：透明的愛                        |
| 2024年 | 11月24日 | 搜狐國風盛典                           |          | 地點：河南洛陽                                                        |

#### 2025年
| 年份   | 日期    | 主題                        | 頻道         | 備註                                     |
| 2025年 | 1月3日  | 星光大賞                    | 騰訊視頻     | 星光市集Minilive演唱「段段」；地點：澳門 |
| 2025年 | 1月9日  | 花样中国节—黑龙江音乐冰雪节 | 央視頻       | 直播；地點：哈爾濱                       |
| 2025年 | 1月29日 | 海南春晚                    | 海南衛視     | 大年初一播出，1月10日錄製；地點：海南    |
| 2025年 | 2月15日 | 新春動漫之夜                | 央視少兒頻道 | 1月20日錄製；地點：北京                  |

### 音樂節
| 年份   | 日期    | 主題               | 頻道 | 備註 |
| 2023年 | 6月18日 | 北京雁栖國際音樂節 |      | 第一次參加音樂節 演唱歌單 1.喜歡你 2.無法再靠近 3.盛夏之約 4.月光譜寫的情話 ft.吳江涵 5.十七歲少女金色心 ft. 脆莓(Brickleberry) |
| 2024年 | 4月2日  | 嗨！青年音樂節     |      | 地點：廣西英華國際職業學院 演唱歌單 1.喜歡你 2.少年中國 3.下雨和想你是一件事情 4.透明的愛                                       |
| 2024年 | 9月7日  | 曠野音樂節         |      | 地點：北京 音樂產業園 演唱歌單 1.下雨和想你是一件事情 2.透明的愛 3.段段 4.Famous                                                |

## 得獎記錄
| 年份   | 日期    | 頒獎典禮         | 榮譽         |
| 2023年 | 1月18日 | 2022微博音樂盛典 | 年度新銳歌手 |
| 2023年 | 9月26日 | 2023微博音樂盛典 | 年度進取歌手 |

## 外部連結
- 王艺瑾的新浪微博
- 王艺瑾的Instagram帳戶
- 王艺瑾的哔哩哔哩个人空间